# Гласът на цигулката
Гласът на цигулката (на италиански: La voce del violino) е роман на италианския писател Андреа Камилери. Романът е издаден през 1997 г. от издателство „Sellerio editore“ в Палермо. На български език е издаден на 3 април 2014 г. от издателство „Книгопис“, в поредицата „Криминална колекция“, в превод на Весела Лулова Цалова, с подзаглавие „Комисарят Монталбано действа по ноти“.

## Сюжет
Внимание:  Текстът по-долу разкрива сюжета на произведението (или части от него)!
Красива млада жена е жестоко убита във вилата си. Комисар Монталбано се заема със случая, но неочаквано е отстранен от разследването. Заподозреният е нелепо убит и случаят изглежда приключен. Но не и за комисаря, който е решен да разкрие истината за двете убийства. Ще му помогнат стара граната и една още по-стара цигулка...

## Екранизация
След огромния успех на криминалната поредица на Андреа Камилери, книгите за комисар Монталбано стават основа на телевизионен сериал, филмиран от RAI. „Гласът на цигулката“ e заснет като епизод 2 от първия сезон на сериала, и е излъчен на 13 май 1999 г. В ролята на комисар Монталбано е италианският актьор Лука Дзингарети.